# Ocnerostoma friesei
Ocnerostoma friesei ist ein Schmetterling (Nachtfalter) aus der Familie der Gespinst- und Knospenmotten (Yponomeutidae).

## Merkmale
Die Falter erreichen eine Flügelspannweite von acht bis zehn Millimetern und zeichnen sich durch einen ausgeprägten Sexualdichroismus aus. Die Vorderflügel der männlichen Falter sind Fahlgrau während die der Weibchen weiß gefärbt sind. Ocnerostoma friesei kann von Oncerostoma piniariella nur durch Sezieren unterschieden werden.

## Ähnliche Arten
- Oncerostoma piniariella

## Flugzeit
Die Art bildet drei Generationen, diese fliegen von März bis Mai, im August und im November.

## Lebensweise
Die Larven fressen an den Nadeln der Waldkiefer (Pinus sylvestris).